# Cerberoides brevicauda
Cerberoides brevicauda är en kräftdjursart som beskrevs av Jackson 1938. Cerberoides brevicauda ingår i släktet Cerberoides och familjen Oniscidae. Inga underarter finns listade i Catalogue of Life.